# Авиационные происшествия Аэрофлота 1933 года

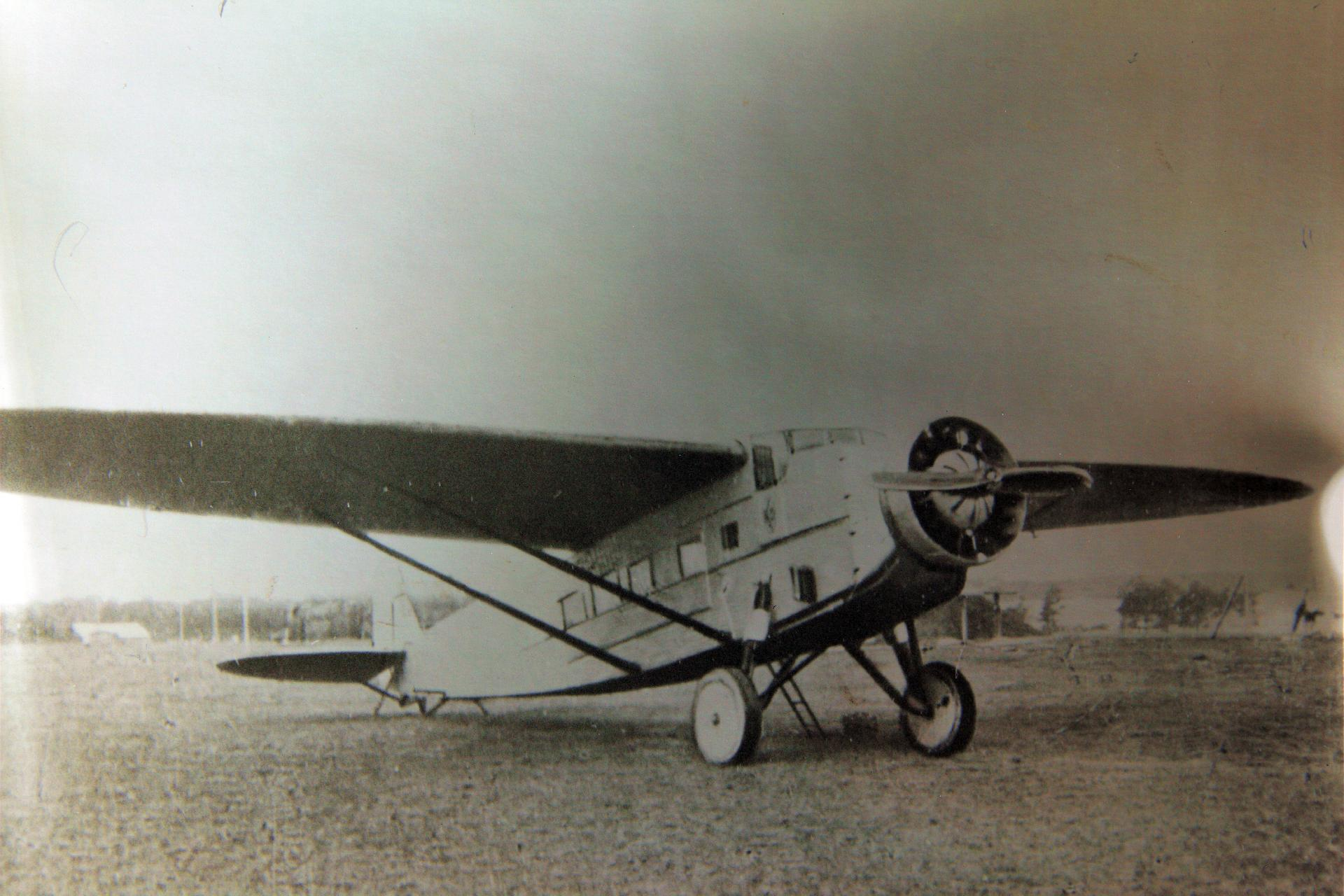
Самолёт К-5

Авиационные происшествия и инциденты, включая угоны, произошедшие с воздушными судами Главного управления гражданского воздушного флота при Совете народных комиссаров СССР («Аэрофлот») в 1933 году.
По имеющимся данным, в этом году крупнейшая катастрофа с воздушными судами предприятия «Аэрофлот» произошла 8 февраля в Геокчайском районе Азербайджанской ССР, когда самолёт К-5 при полёте через туман снизился до опасно малой высоты и зацепил деревья, после чего упал в лес, при этом погибли 4 человека.

## Список
Отмечены происшествия и инциденты, когда воздушное судно было восстановлено.
| Дата                  | Место                                      | ВС    | Бортовой номер | Управление                                        | Жертв  | Описание | И      |
| --------------------- | ------------------------------------------ | ----- | -------------- | ------------------------------------------------- | ------ | --- | ------ |
| 8 февраля 1933 года   | Геокчайский район, близ Нового Шильяна     | К-5   | Л481           | Закавказское                                      | 4/5    | При полёте в тумане на малой высоте зацепил деревья и перевернувшись упал в лес                                                                     | [ 1 ]  |
| 13 февраля 1933 года  | Москва, Октябрьский радиоцентр             | К-5   | Л455           | Московское                                        | 2/2    | При полёте на малой высоте врезался правым крылом в радиомачту                                                                                      | [ 2 ]  |
| 15 апреля 1933 года   | Нижне-Волжский край, совхоз «Серп и Молот» | АП    | А196           | Волжское                                          | 1/2    | В самовольном вылете при выполнении виражей на малой высоте потерял скорость и войдя в штопор врезался в землю                                      | [ 3 ]  |
| 11 мая 1933 года      | Нижнесергинский район, близ Талицы         | К-5   | Л463           | Московское                                        | 1/4    | В ходе полёта попал в буран; при заходе на вынужденную посадку на местности врезался в деревья                                                      | [ 4 ]  |
| 27 июня 1933 года     | Козловский район, 6 км ССЗ Мичуринска      | У-2   | Ш566           | 2-я ОУАЭ                                          | 1/1    | В учебном полете на фигуры высшего пилотажа при выходе из переворота вошёл в штопор и врезался в землю                                              | [ 5 ]  |
| 12 июля 1933 года     | Волга, 20 км ЮЗ Вольска                    | S.55  | Н11            | ГУ СМП                                            | 3/5    | При бреющем полёте над рекой попал в нисходящий поток и врезался в воду                                                                             | [ 5 ]  |
| 13 августа 1933 года  | н.д.                                       | ПС-5  | Л743           | н.д.                                              | ?/?    | Подробности неизвестны | [ 6 ]  |
| 13 августа 1933 года  | Балашовский округ, близ Балашова           | У-2   | Ш90            | 3-я объединённая школа пилотов и авиатехников ГВФ | 2/2    | Столкновение в воздухе в ходе учебных полётов; борт Ш480 нарушил схему полёта по кругу, а пилоты борта Ш90 не проявили необходимой осмотрительности | [ 7 ]  |
| 13 августа 1933 года  | Балашовский округ, близ Балашова           | У-2   | Ш480           | 3-я объединённая школа пилотов и авиатехников ГВФ | 2/2    | Столкновение в воздухе в ходе учебных полётов; борт Ш480 нарушил схему полёта по кругу, а пилоты борта Ш90 не проявили необходимой осмотрительности | [ 8 ]  |
| 18 августа 1933 года  | Казань                                     | АНТ-9 | Л150           | Московское                                        | 2+0/11 | При заходе на посадку нагнал и врезался в У-2 Осоавиахима; У-2 упал на землю и разбился, тогда как АНТ-9 совершил грубую посадку                    | [ 5 ]  |
| 25 августа 1933 года  | Поляны, Чембарский район                   | АП    | А198           | Самарский ОАО                                     | 1/2    | При заходе на посадку из-за ошибок в пилотировании потерял скорость и перейдя в штопор врезался в землю                                             | [ 9 ]  |
| 17 сентября 1933 года | Донской район, близ Бобрика-Донского       | К-5   | Л538           | Московское                                        | 1/2    | В полёте разрушилось крепление киля; при заходе на посадку рулём направления заклинило руль высоты, после чего неуправляемый самолёт упал на землю  | [ 10 ] |
| 17 ноября 1933 года   | близ Батайска                              | К-5   | Л406           | 1-я авиашкола ГВФ                                 | 3/3    | Отказ двигателя после взлёта; из-за ошибок в пилотировании потерял скорость и перейдя в сваливание упал на землю                                    | [ 11 ] |
| 24 декабря 1933 года  | Балашовский округ, 4 км Ю Балашова         | П-5   | Ш629           | 3-я объединённая школа пилотов и авиатехников ГВФ | 0/2    | В тренировочном полёте резался в землю после дезориентации пилота в условиях белой мглы и снижения до опасно малой высоты                           | [ 12 ] |